# Anna Ancherová
Anna Kirstine Ancherová, rozená Brøndumová (18. srpna 1859 Skagen – 15. dubna 1935 Skagen) byla dánská malířka.

## Životopis
Rodinná legenda praví, že ji matka porodila poté, co na ni křičel nespokojený host na letním bytě jejích rodičů, jímž byl spisovatel Hans Christian Andersen. Již jako dítě měla výtvarný talent, a tak ji poslali na soukromou Malířskou akademii Vilhelma Kyhna do Kodaně (na Královskou dánskou akademii výtvarných umění v Kodani jako žena přijata být v té době nemohla). Poté studovala v Paříži, v ateliéru Puvise de Chavannese. Zde se sblížila s Marií Triepckeovou, pozdější manželkou malíře Pedera Severina Krøyera. Když se ze studií vrátila do rodného Skagenu, zjistila, že se z rybářského městečka stala jakási malá umělecká kolonie. Malíři z celého Dánska sem jezdili i se zde dlouhodobě usazovali kvůli zvláštnímu světlu a také, aby zachytili život místních rybářů, jen málo ještě tknutý moderní civilizací. Anna se stala jediným členem této umělecké komunity, který se ve Skagenu přímo narodil. Rodina Ancherů tvořila jakési neoficiální jádro celé komunity, neboť Anniny rodiče, Erik a Ane Brøndumovi, vlastnili jediný hostinec v celém městě, kam se umělci přirozeně stahovali. K této komunitě patřil i Krøyer a Michael Ancher, do něhož se Anna zamilovala a v roce 1880 se vzali. Přestože povinnosti péče o manžela a dítě ji zabraly hodně času, malovat nepřestala a v současnosti patří k nejoceňovanějším ze skagenských, ale i vůbec dánských malířů, především pro její cit pro barvy a světlo. Malovala motivy života v rodném městě, v klasicky realistickém duchu, ale stále více experimentovala i se zjednodušením kontur a táhla tak dánské malířství k modernismu, zejména impresionismu, s nímž se Ancherová seznámila během studií v Paříži. Její dcera Helga Ancherová se stala později rovněž malířkou.
Anna a její manžel Michael Ancher byli v letech 1997–2009 zobrazeni na bankovce v hodnotě 1000 dánských korun.

## Malby

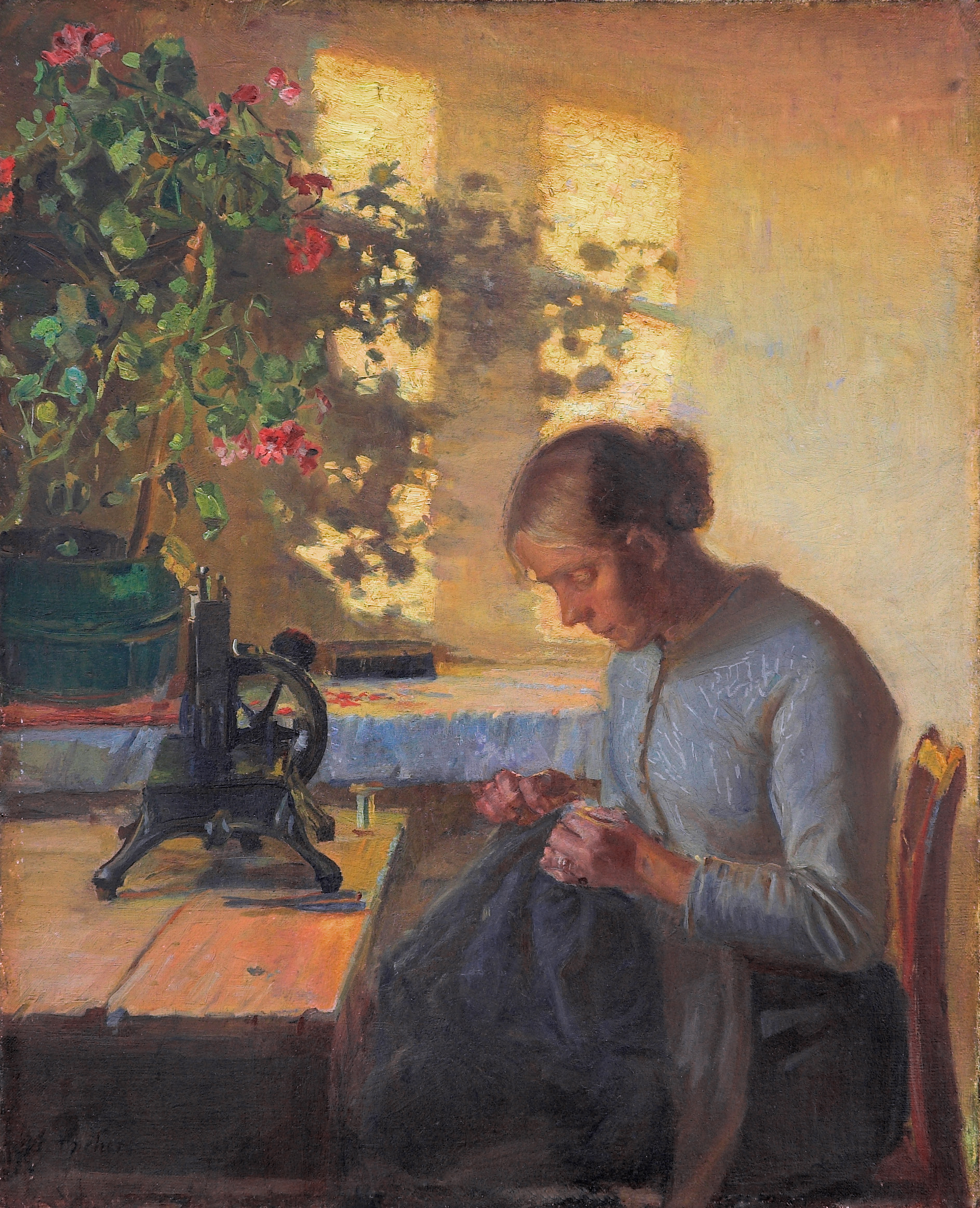
Syende fiskerpige (Sewing Fisherman's Wife, 1890)
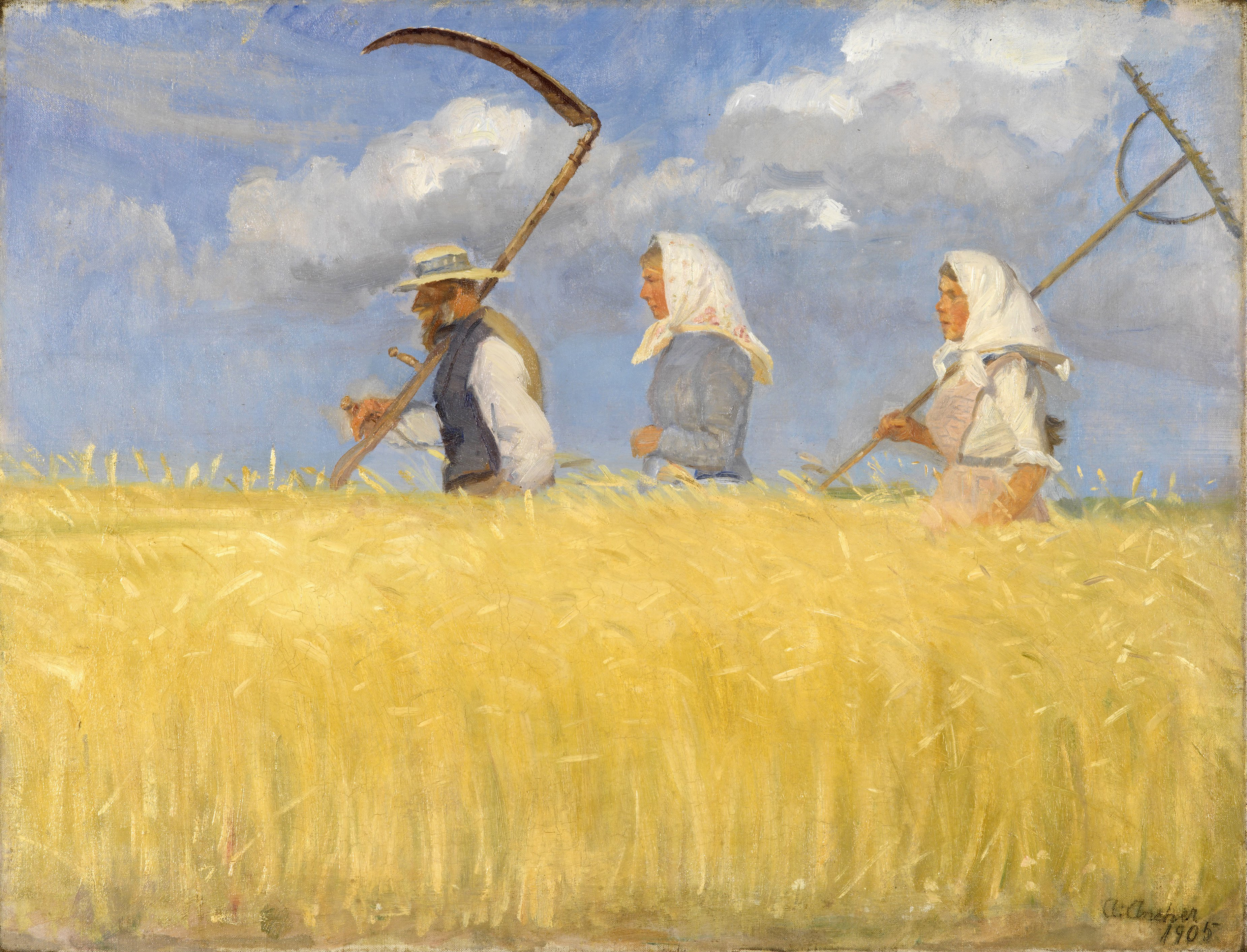
Harvesters, 1905
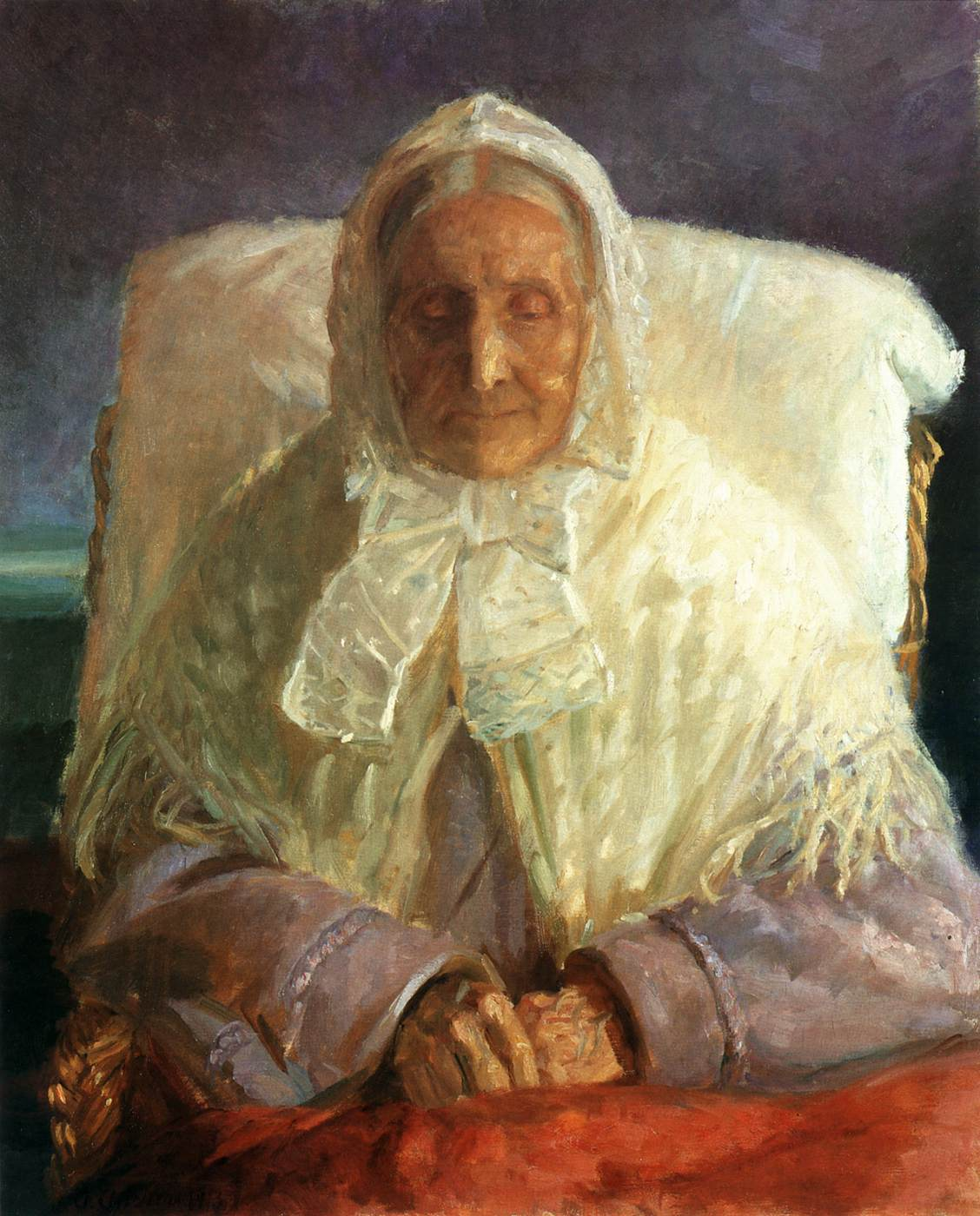
Fru Ane Brøndum i den blå stue (Portrait of the Artist's Mother, 1913)
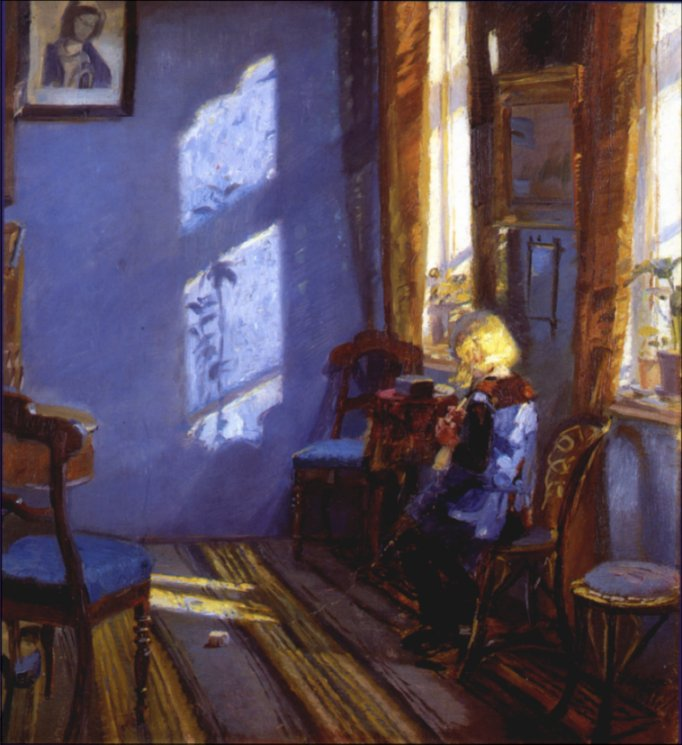
Solskin i den blå stue (Sunlight in the Blue Room, 1891)
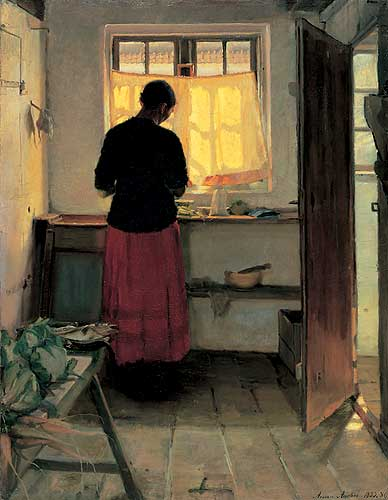
Pigen i køkkenet (Girl in the Kitchen c. 1886)
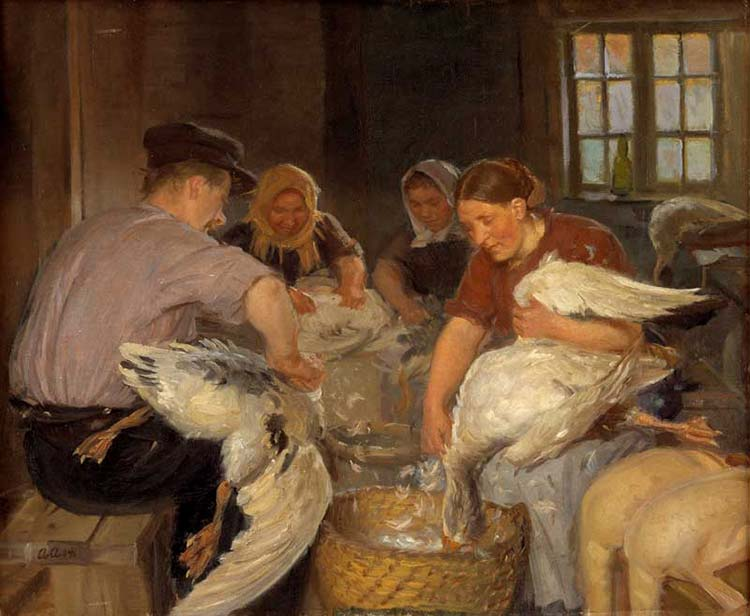
Plucking the Christmas Goose, 1904
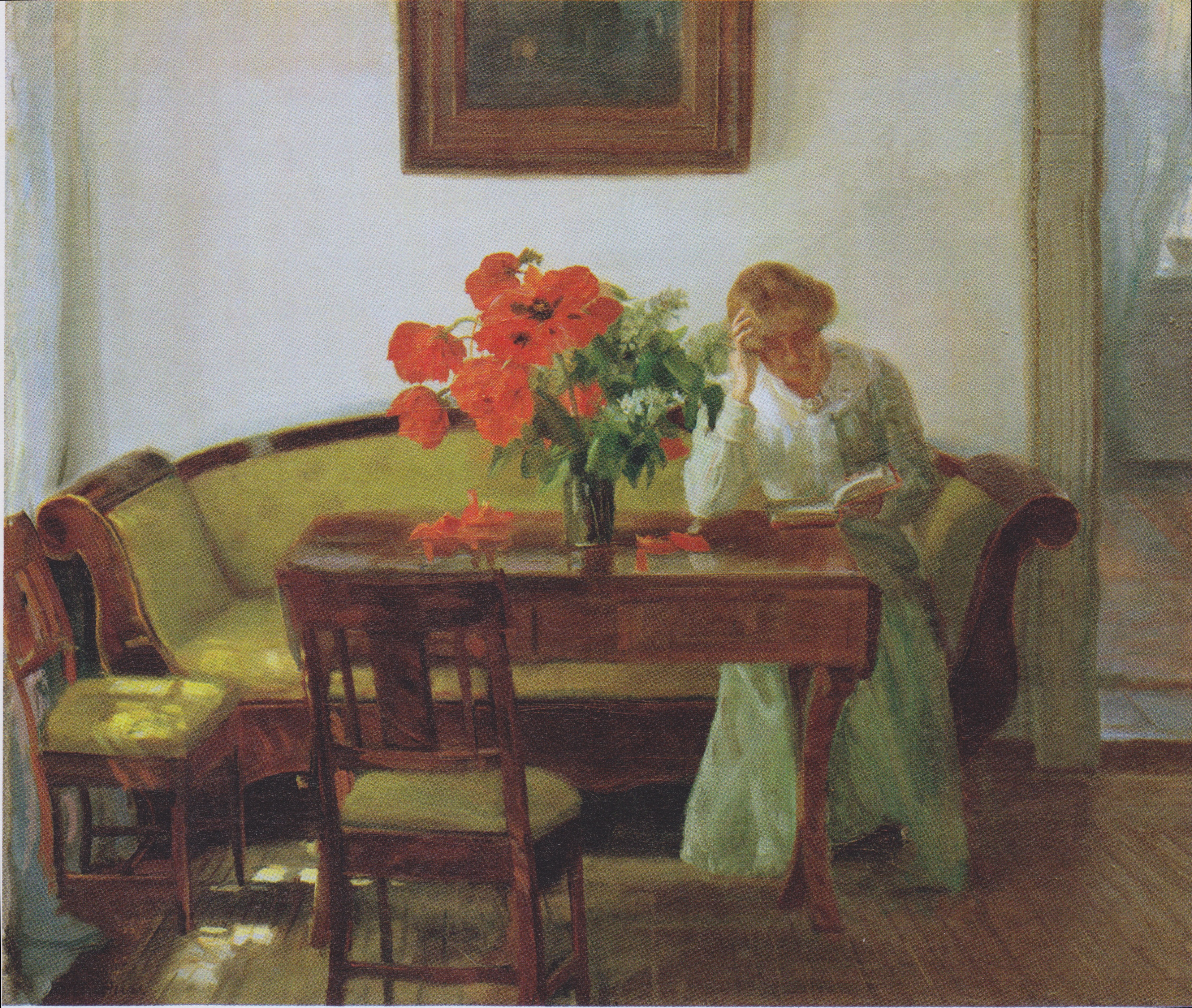
Interiør med røde valmuer (Interior with poppies and reading woman, 1905)
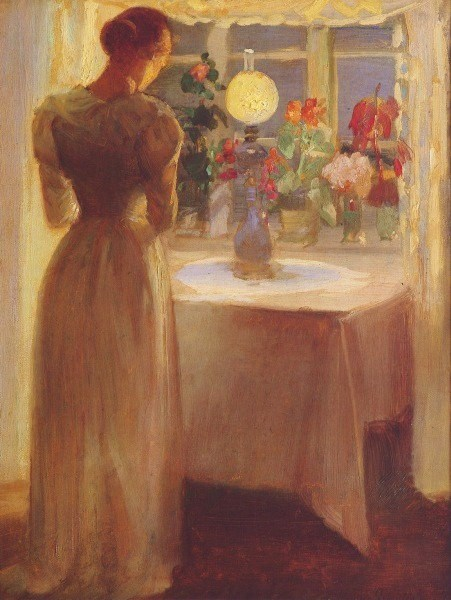
Young Girl Before a Lit Lamp, 1887
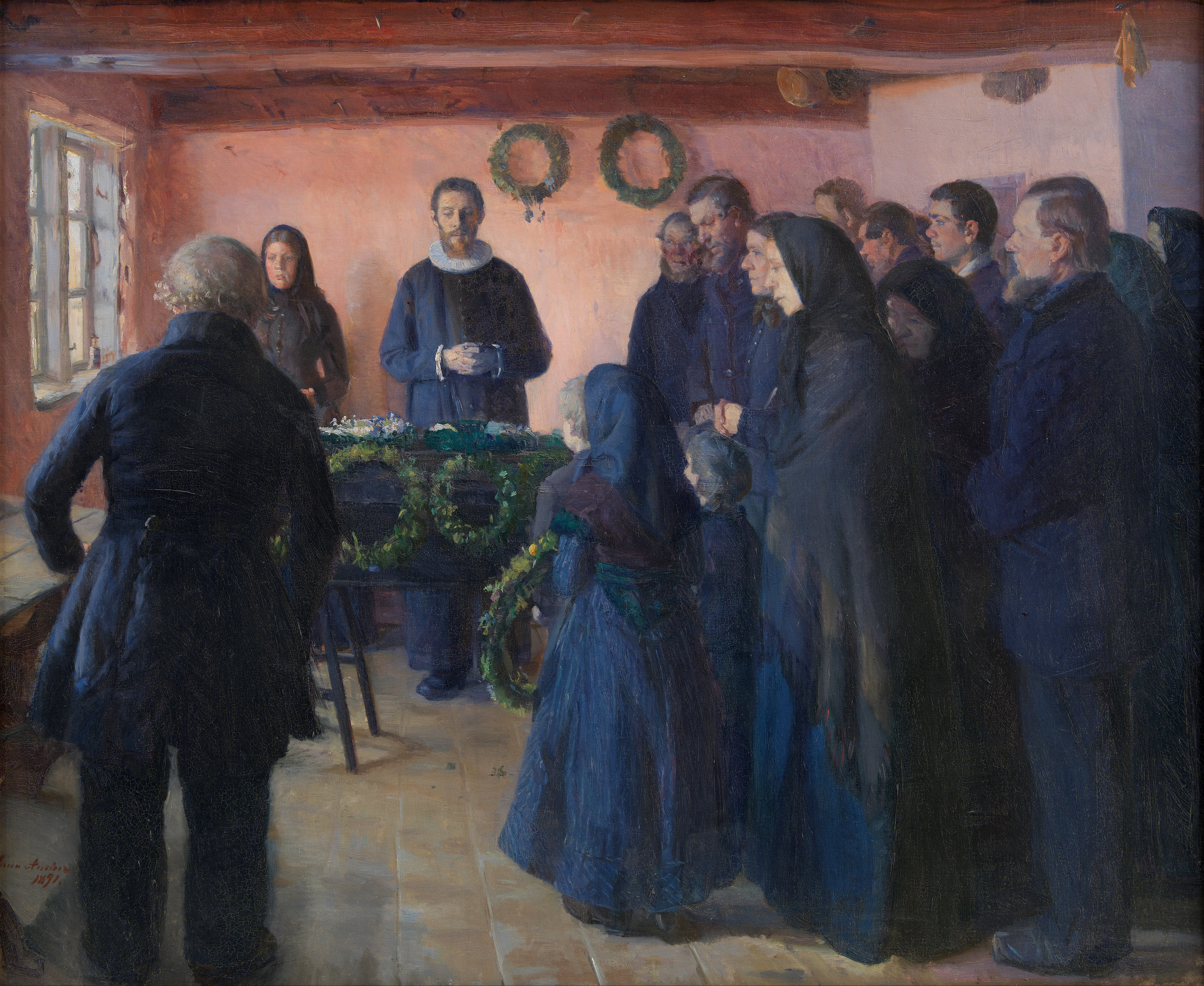
A Funeral, 1891
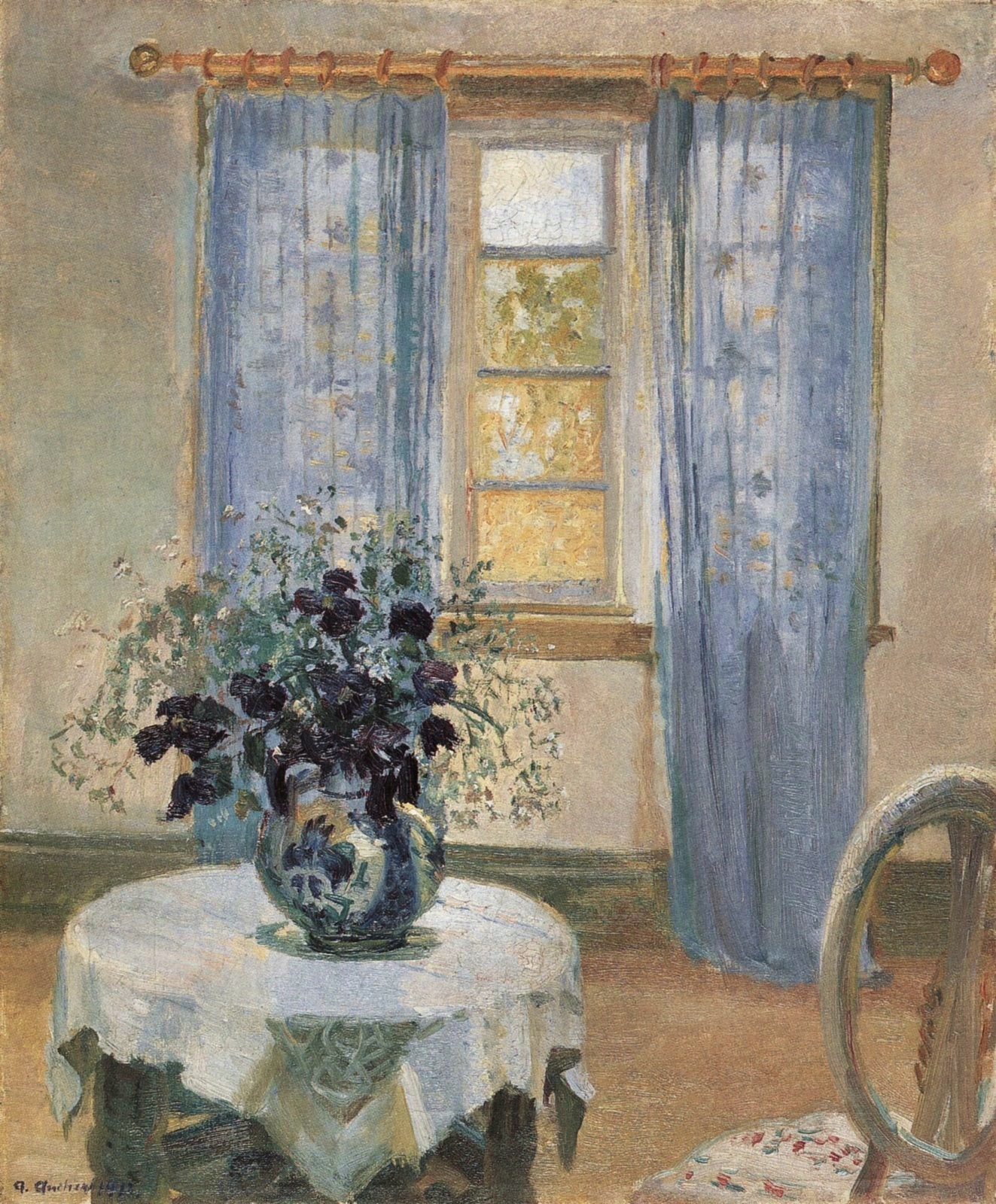
Stue med lyseblå gardiner og blå Clematis (Room with light blue curtains and Blue Clematis , 1913)
Interior With The Painter's Daughter Helga Sewing, 1890
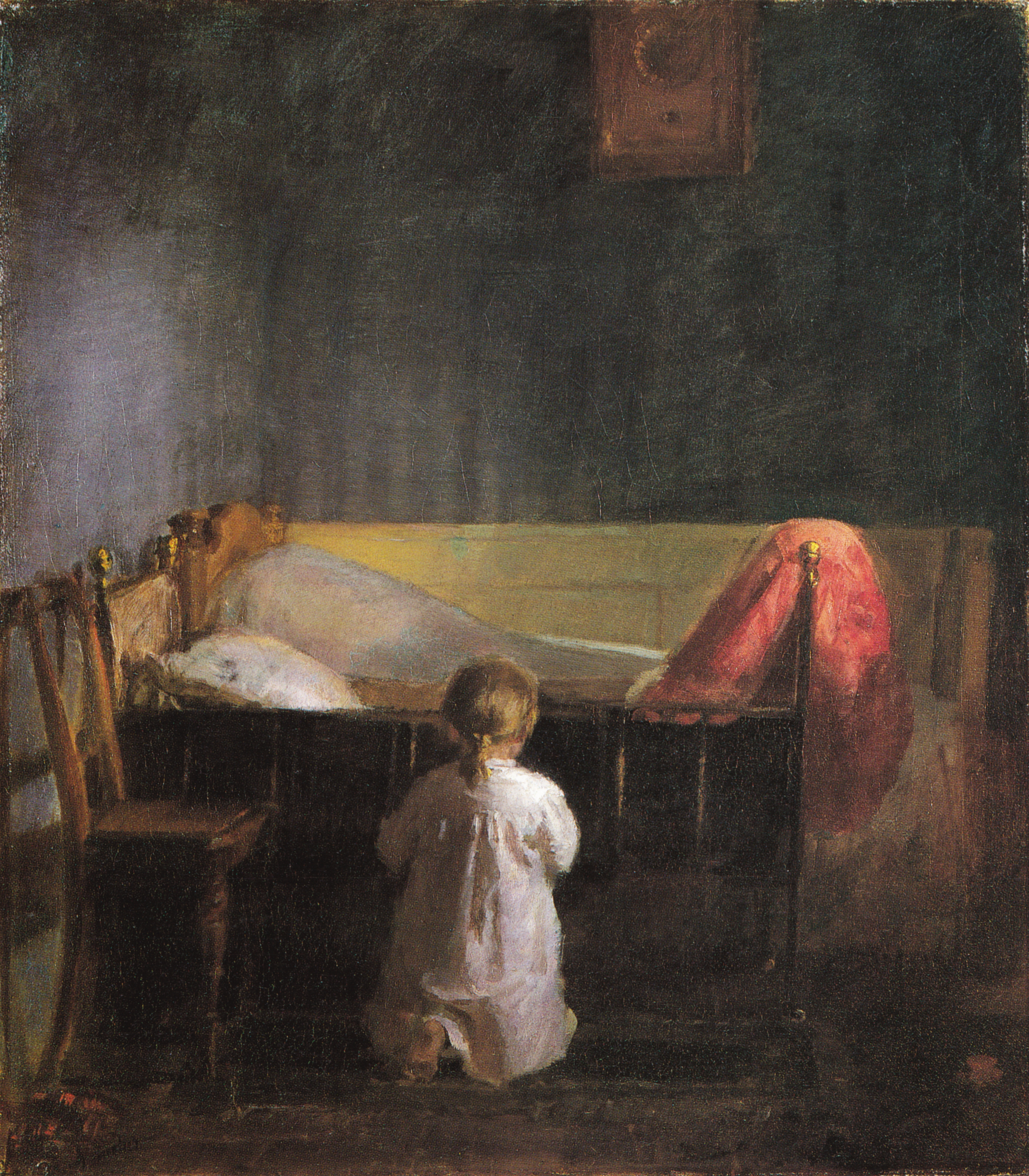
Evening Prayer, 1888